# Seán Baptist Brady
Seán Baptist Brady (Irlandés: Seán Ó Brádaigh) (Drumcalpin, 16 de agosto de 1939), es cardenal y fue arzobispo de Armagh y primado de Irlanda.

## Biografía
Nació el 16 de agosto de 1939 en Drumcalpin en la diócesis de Kilmore.
Después de sus estudios en St. Patrick's College de Cavan, St. Patrick's College de Maynooth y el Colegio Pontificio Irlandés de Roma, fue ordenado sacerdote el 22 de febrero de 1964.
Después de obtener un doctorado en Derecho Canónico por la Pontificia Universidad Lateranense en 1967, enseñó en la St. Patrick's College de Cavan (1967-1980). En 1980, fue nombrado Vicerrector del Colegio Pontificio Irlandés de Roma. En 1987, llegó a ser rector y sirvió hasta 1993, cuando regresó a Irlanda como párroco de Castletara, del condado de Cavan (Ballyhaise).
El 13 de diciembre de 1994 fue nombrado coadjutor arzobispo de Armagh y fue ordenado obispo el 19 de febrero de 1995.
Sucedió el cardenal Brendon Day como arzobispo de Armagh el 1 de octubre de 1996 y tomó posesión el 3 de noviembre de 1996.
Actualmente es Presidente de la Conferencia Episcopal de Irlanda. Participó en la Segunda Asamblea Especial para Europa del Sínodo de los Obispos (1999), y en la décima (2001) y undécima (2005) Asambleas generales del Sínodo de los Obispos.
El cardenal Brady representó un papel activo en el proceso de paz en Irlanda del Norte.
Creado y proclamado cardenal por Benedicto XVI en el consistorio de 24 de noviembre de 2007, con el título de los Santos Quirico y Julita.
Miembro de:
- Consejo Pontificio para la Promoción de la Unidad de los Cristianos
- La Comisión Pontificia para los Bienes Culturales de la Iglesia

## Sucesión
| Predecesor: Paul-Marie-André Richaud | Cardenal presbítero de Santos Quirico y Julita 24 de noviembre de 2007 | Sucesor: En el Cargo  |
| Predecesor: Cahal Brendan Daly       | Arzobispo de Armagh 1 de octubre de 1996-8 de septiembre de 2014       | Sucesor: Eamon Martin |